# 臺灣鐵路產業工會
25°03′29.2″N 121°31′54.5″E / 25.058111°N 121.531806°E
臺灣鐵路產業工會（英語：Taiwan Railway Union），簡稱台鐵產工、鐵產會，由臺灣鐵路股份有限公司員工依《工會法》第6條第2項成立之工會，2016年8月13日由台鐵運務處員工發起成立，主要訴求為改善臺灣鐵路產業基層勞工的勞動條件，並以關注勞動環境、有別於臺灣鐵路工會（臺鐵企業工會）、宣導勞動條件及徹底從國營事業做起翻轉台灣勞動環境。其先期成員以臺鐵運務人員為主（包含車站人員與車班人員）、人數約2,300人，首任理事長為台北車站員工王傑。

## 行動

### 2016年
2016年11月17日，鐵產會號召約80位會員前往臺鐵局局長室抗議，要求局長鹿潔身對人力、休假與加班費議題給出具體承諾；但鹿潔身不在局本部，副局長何獻霖無法給出具體承諾。鐵產會宣布，該會成立數月以來屢遭法務部調查局騷擾，甚至數日前有調查局幹員到宜蘭車站辦公室直接敲門詢問勞工是否會參與本日的抗爭，這樣的騷擾已經嚴重阻礙該會正當行使爭議權（該會之協商權有被蔡英文政府打壓之疑雲），所以該會直接遊行至總統府向時任中華民國總統兼民主進步黨主席蔡英文抗議。抵達總統府正門，鐵產會抨擊，蔡英文政府是臺鐵勞工的最大僱主，不但「連鐵路局長都管不好」，還放任調查局騷擾該會；中華民國總統府公共關係室專員林偵佑出面接受鐵產會陳情，但無法承諾透過總統府建立該會與臺鐵局長之間的溝通管道，未接受陳情書即退回府內。桃園市空服員職業工會顧問鄭雅菱說，蔡英文政府各部門分別承擔基層勞工的血汗勞動條件，蔡英文應概括承擔責任。
2016年11月29日，2016工鬥連線、鐵產會與復興航空企業工會到中華民國立法院前抗議，現場演起行動劇諷刺：蔡英文成天在新聞媒體上說好話，但實際推動蔡英文政府勞動政策的人是民主進步黨立法院黨團總召集人柯建銘，讓民眾搞不清楚是「蔡政府」還是「柯政府」在執政，讓「點亮台灣」變成「砍七天假、圖利財團」。

### 2017年
2017年1月24日，鐵產會向臺灣臺北地方法院檢察署告發，臺鐵用曠職、考績、免職等威脅員工不得加入鐵產會發動的春節期間「依法休假」，構成《勞動基準法》第5條所禁止的強迫勞動。
2017年1月27日，鐵產會在台北車站、彰化車站及高雄車站舉行誓師，發動春節期間依法休假，向時任中華民國行政院院長林全喊話「運輸業的天職不應建立在剝削勞工的血汗上」，並提出三項訴求：㈠臺鐵人力補足3,000人以上；㈡臺鐵應安排有充足休息、符合人性的班表；㈢休息日與例假日必須是完整的曆日（00:00－24:00）。同日，臺鐵寄出曠職通知單給休假員工，指休假員工「未完成請假手續，不依班表出勤」，擅自不上班，違反臺鐵工作規則第65條，將以曠職論。律師兼鐵產會顧問蔡晴羽說，依法休假是經鐵產會會員大會通過的合法活動，臺鐵祭出曠職處分是打壓工會。王傑說，根據《勞動基準法》，勞工在國定假日依法休假不需額外請假。鐵產會理事王俊翔說，臺鐵長期漠視員工的休假訴求，不願意補足人力，又不願意在一例一休法案通過之後調高員工加班費，態度強硬，令員工只能持續抗爭。
2017年2月9日，鐵產會發動會員兩百多人從中華民國交通部遊行至總統府，強調春節期間依法休假行動合情合法，要求臺鐵全面撤銷依法休假員工的曠職單，呼籲蔡英文指示臺鐵與該會對人力不足與排班制度改革問題展開協商。鐵產會秘書蕭農瑀批評，蔡英文曾經力挺2016年中華航空空服員罷工事件，還說蔡英文政府是會解決問題的政府、會作最好的溝通；如今面對臺鐵員工忍無可忍發起依法休假，蔡英文政府的態度卻是髮夾彎予以嚴懲。王傑說，本次遊行是鐵產會第三次前往總統府陳情，總統府卻仍未善意回應，鐵產會將堅持抗爭直到達成訴求。民進黨立法委員林岱樺舉行記者會聲援鐵產會，但因立場與林全內閣不同而被民進黨立法院黨團拒絕借用會議室，臨時借用立法院中興大樓會議室舉行記者會。
2017年2月16日，鐵產會在台北車站大廳舉行哀悼公共運輸過勞死勞工及2017年臺北南港遊覽車事故罹難者晚會，呼籲臺鐵立即改善日夜休三班制的班表、給予勞工完整一天（一曆日）的休息，並重申對於臺鐵的懲處「絕不補送假單」。
2017年5月2日，台灣青年勞動九五聯盟理事胡孟瑀說，鐵產會號召臺鐵員工在春節期間集體「依法休假」回應蔡英文政府的「縮減工時」主張，卻慘遭臺鐵祭出曠職處分，打擊勞工依蔡英文所言「自立自強」向雇主爭取提高勞動條件的行動，更打臉蔡英文在2016年中華民國總統選舉時提出的「落實特休假」政見。
2017年6月9日鐵路節，鐵產會發動會員遊行至中華民國勞動部要求統一解釋及處置臺鐵排班制度，勞動部勞動條件及就業平等司工時科科長李怡萱出面接受陳情，但李怡萱只不斷重申將就地方政府勞動檢查結果依法辦理後續事宜，鐵產會向勞動部大門投擲「健康拉警報、還我曆日休」警報器、在勞動部前廣場噴漆「還我曆日休」紅字表達抗議。
2017年6月23日，桃園市空服員職業工會號召鐵產會、北區捷運電聯車駕駛產業工會、台灣汽車客運業產業工會、長榮航空企業工會等運輸業工會聚集交通部前，爭取運輸業勞工休息時間，向交通部丟紅漆水球「血濺交通部」象徵運輸業勞工依然血汗超時工作。王傑說，臺鐵許多員工看到台灣高鐵工會站出來申訴台灣高速鐵路公司變形工時不合理，又受到中華航空空服員罷工鼓舞，才意識到不能再繼續忍受臺鐵30年來不合理的輪班制度「日夜休、做12小時休24小時、全年無休」。
2017年6月28日，鐵產會、臺灣專櫃暨銷售人員產業工會、台灣青年勞動九五聯盟、台北市產業總工會等團體於勞動部前抗議，要求勞動部支持儘速修法落實「防災假」，規定：若勞工因災害停止上班，雇主不得扣發薪資與併入其他假別計算；若勞工在災害期間出勤，資方應給付雙倍薪資，以保障勞工生命財產安全。
2017年11月27日，鐵產會於勞動部前抗議，批評勞動部不當勞動行為裁決委員會裁決不公導致本年春節期間依法休假的會員201人遭臺鐵懲處，現場演出行動劇罰勞動部部長林美珠「吃丙」（《公務人員考績法》年終考績丙等）並記兩大過免職，要求林美珠下台。

### 張師傅過勞死隱形工時案
2017年12月23日，沙崙線一名張姓列車長於家中猝逝，根據新聞報導指出是因長期輪班導致睡眠不足，又因近日照顧生病家人，才讓他體力無法負荷。台鐵產工後於12月26日發布聲明，呼籲台鐵局重視台鐵長期人力不足與班表問題。聲明內容包含應將隱形的待命時數確切計入工資中，並明確依照勞基法規範每工作4小時就要休息半小時，正視台鐵員工過勞問題。
2017年12月29日，發起【別再讓隱形工時帶走我的同事】活動，邀請民眾繫上白絲帶上班悼念張列車長，並籲政府核實將上班至下班間所有時數計入工時。
2017年12月30日，於Facebook粉絲專頁發布【別再讓隱形工時帶走我的同事】懶人包。並投書媒體，指出台鐵局使用「平均工時」的計算方式來回應張姓列車長並無違反《勞基法》一事不合理，並呼籲台鐵局應盡速增補人力。
2018年1月5日，於台北車站舉行【別再讓隱形工時帶走我的同事】記者會。主張台鐵應補足人力，且從員工上班直到下班打卡都應計入工時；呼籲台鐵局將台鐵產工納入協商班表會議，檢討工時制度。

### 普悠瑪自強號列車脫軌事故
2018年10月22日，針對普悠瑪自強號列車脫軌事故發布四點聲明，指出台鐵路線養護人力嚴重不足，及人員跟車輛超過負荷等問題。
2018年10月29日，與桃園市空服員職業工會、北區捷運電聯車駕駛產業工會、台灣貨運倉儲產業工會、桃捷企業工會、華航企業工會、長榮航空企業工會等工會，於交通部前舉行【下一個危險在哪裡？交通部應全面檢討錯誤政策】記者會。台鐵產工提出五點訴求，反對台鐵一味在調查結果出來前將錯推給基層；應讓產工參與工作SOP、事件處理SOP制定；行政院應增補鐵路特考人力；開放台鐵產工參與台鐵大體檢小組及國家運輸安全調查委員會。同日下午與負責台鐵體檢工作的政務委員張景森會面，但張景森並未承諾工會加入即將成立的「台鐵體檢小組」。
2019年1月3日，中華民國消費者文教基金會召開【安全比照飛航 不要再讓台鐵制度殺人】記者會，邀請台鐵產工出席，針對「行政院1021鐵路事故行政調查小組」公布之「台鐵6432次列車新馬站內正線出軌事故調查事實、原因及問題改善建議報告」提出質疑。
2019年10月17日，於台北車站一樓大廳舉行晚會【普悠瑪對年追思晚會──真相仍未查明 台鐵仍未改革】，台鐵司機員尤振仲、時代力量立法委員黃國昌、報導者記者嚴文廷及林雨佑、消防員工作權益促進會等出席發言。
2020年2月，受國家運輸安全調查委員會邀請，參與普悠瑪自強號列車脫軌事故調查。並於同年10月19日，針對當日國家運輸安全調查委員會公布的《臺鐵第6432次車新馬站重大鐵道事故補強報告》發布新聞稿，肯定運安會讓台鐵產工參與的行為，同時呼籲要在3個月後得到台鐵局、交通部等單位更細、更具體的處理報告。
2022年5月1日，響應臺灣鐵路工會五一勞動節依法休假行動，並發動遊行，向中華民國總統兼民主進步黨主席蔡英文喊話「安全改革基層參與，總統請聽路員心聲」，批評交通部與台鐵局忽視基層心聲，並提出「安全改革、待遇提升、同工同酬、勞動條件、永續經營、產業民主」六項訴求。理事長王傑說，現在台鐵的監理單位，無論是交通部還是交通部鐵道局都是自己人，甚至運安會裡也都是與交通部長期關係良好的專家學者，「無法做到外部監理，怎麼可能落實安全改革」。

## 外部鏈結
- 臺灣鐵路產業工會 （页面存档备份，存于）
- 臺灣鐵路產業工會的Facebook專頁